# 西須賀町
西須賀町（にしずかちょう）は、徳島県徳島市の町名。勝占地区に属している。郵便番号は〒770-8024。徳島市の調査による2012年4月現在の人口は2,735人、世帯数は1,138世帯。

## 地理
徳島市の中央部に位置。北は大谷町・三軒屋町、西は北山町、東は大松町、南は勝占町と接する。
元々は農業地域であったが、急激に新興住宅地化・市街地化が進む。ほぼ南北にJR牟岐線・徳島県道136号宮倉徳島線が通り、JR地蔵橋駅がある。
線路の西はまだ水田が多いが、東は西須賀団地・マンション・アパートなど多くの住宅が立ち並ぶようになり、駅前には商店街、県道沿いには商店・病院・スーパーなどができている。

### 河川
- 多々羅川

### 小字
| - 囲入 - 葛島 - 喜右衛門開 - 下中須 - 鶴島 - 中開 | - 西開 - 東開 - 又新堤 |  |

## 歴史

### 西須加村
江戸時代から明治22年にかけて勝浦郡に存在した村名。徳島藩領。明治4年に徳島県、同年に名東県、明治9年に高知県を経て、明治13年に再び徳島県に属する。
明治7年に正福寺に西須賀小学校を創立。明治16年には大松小学校と合併して松賀小学校と改称、大松村上野神に移転した。明治22年に勝占村の大字となる。

### 西須賀
明治22年から昭和27年にかけて存在した大字名。はじめは勝占村、昭和26年からは徳島市の大字となる。
大正2年に地蔵橋駅が設置された。大正7年に西須賀郵便局が開設。昭和2年に勝占村信用組合、昭和23年に勝占村農協が設立された。大正元年に中須に西須賀家畜市場が設置され、毎月8日に開場していた。

### 現在
昭和27年より現在の徳島市の町名となる。もとは徳島市西須賀・大谷・方上の各一部。昭和39年に西須賀団地が建設され、昭和40年には無人電話交換局が設置された。

## 施設
- 大川原ウインドファーム本社
- 徳島市東消防署勝占分署
- 徳島東警察署西須賀町交番

## 交通

### 鉄道
- JR牟岐線 地蔵橋駅

### 道路
国道
- 国道55号

都道府県道

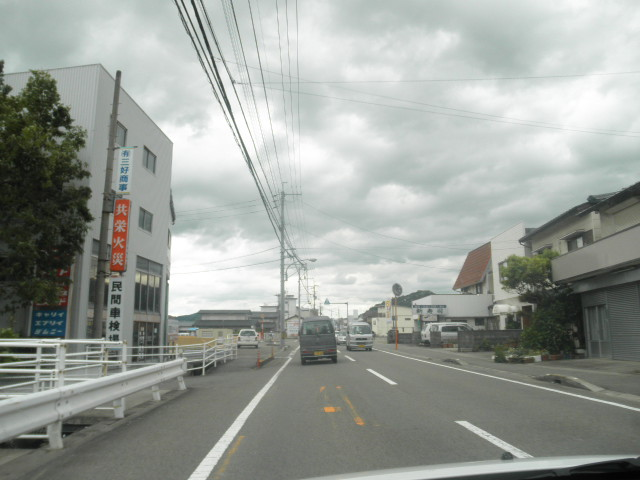
徳島県道136号宮倉徳島線
- 徳島県道168号地蔵橋停車場線

- 県道136号宮倉徳島線
又新堤

### 路線バス
徳島バス
- 西須賀団地前
- 地蔵橋